# Aaron Sorkin
Aaron Benjamin Sorkin (Nova York, 9 de juny de 1961) és un dramaturg, guionista, escenògraf i productor estatunidenc.
Com a escriptor de teatre, televisió i cinema, Sorkin és reconegut pels seus característics diàlegs trepidants i monòlegs extensos, complementats amb l'ús freqüent de la tècnica de narració anomenada "camina i parla". Sorkin ha guanyat nombrosos reconeixements, com ara un Oscar, un BAFTA, cinc Emmys i tres Globus d'Or.

## Carrera professional

### Trajectòria
Sorkin va assolir protagonisme com a escriptor, creador i productor creador de les sèries de televisió Sports Night (1998–2000), The West Wing (1999–2006), Studio 60 on the Sunset Strip (2006–07) i The Newsroom (2012–14). També és conegut pel seu treball a Broadway, incloses les obres de teatre A Few Good Men (1989), The Farnsworth Invention (2007), To Kill a Mockingbird (2018) i el revival de Camelot (2023). Va escriure els guions de pel·lícules d' Alguns homes bons (1992), The American President (1995) i diversos biopics com La guerra d'en Charlie Wilson (2007), La xarxa social (2010, amb la qual va guanyar l'Oscar al millor guió adaptat), Moneyball (2011) i Steve Jobs (2015). Va debutar com a director amb Molly's Game (2017), seguit de The Trial of the Chicago 7 (2020) i Being the Ricardos (2021).

### Procés i estil d'escriptura
Sorkin ha escrit per al teatre, cinema i televisió, i en cada mitjà el seu nivell de col·laboració amb altres creadors ha variat. Va començar al teatre, que va implicar un procés d'escriptura en gran manera solitari, després va passar al cinema, on va col·laborar amb el director Rob Reiner i el guionista William Goldman, i finalment va treballar a la televisió, on va col·laborar molt estretament amb el director Thomas Schlamme durant gairebé una dècada, en les sèries Sports Night, The West Wing i Studio 60 on the Sunset Strip. Tenia el costum de fumar compulsivament mentre passava llargues hores preparant guions al seu despatx, tot i que va deixar de fumar després d'haver patit un ictus el 2022. Acostuma a fer proves llegint dempeus el text que està desenvolupant.
Un article del New York Times explicava que, a The West Wing, el guió s'anava escrivint conforme avançava la gravació, amb poques setmanes d'antelació, i tampoc es dibuixaven prèviament els grans arcs argumentals de cada temporada. Sorkin ha afirmat: «Poques vegades planifico per endavant, no perquè no cregui que sigui convenient, simplement no hi ha temps». Sorkin també ha dit: «Com a escriptor, no m'agrada respondre preguntes fins al moment que toca fer-se-les». El crític de televisió John Levesque, ha comentat que el procés d'escriptura de Sorkin «pot donar lloc a desenvolupaments de la trama poc reeixits». Sorkin participa en l'escriptura de cada episodi, i rarament permet que altres guionistes guanyin tot el crèdit d'un guió, una pràctica que li ha donat mala reputació dintre del sector. En un comentari a la revista GQ el 2008, Sorkin va dir: «M'ajuda un equip de persones que tenen grans idees, però els guions no estan escrits per un comitè».
La llarga col·laboració de Sorkin amb Schlamme va començar a principis de 1998, preparant la nova sèrie Sports Night. Sorkin se centrava en escriure els guions mentre que Schlamme era productor executiu i ocasionalment director; tal com van passar en la mencionada Sports Night, The West Wing i Studio 60 on the Sunset Strip.
Com a escriptor, Sorkin és reconegut pels seus característics diàleg trepidant i monòlegs extensos, complementats amb la tècnica narrativa anomenada "camina i parla". Aquestes seqüències consisteixen en llargs plans de tràveling, on diversos personatges participen en una conversa mentre es desplacen; aquest entren i surten de la conversa (i d'escena) mentre el pla continua sense talls. Sorkin també és conegut per escriure algunes línies memorables de la història del cinema i la televisió estatunidenca. Per a la televisió, un segell distintiu de l'estil de Sorkin són les converses informals que els personatges tenen durant els episodis, on bromegen o introdueixen referències de la cultura popular. Encara que els guions són elogiats per la seva qualitat literària, Sorkin ha estat criticat per un estil excessivament grandiloqüent. El seu mentor William Goldman ha comentat que normalment en els mitjans visuals s'eviten els discursos, però que Sorkin té talent com per ignorar aquesta norma no escrita. La seva representació de les dones ha estat criticada per diversos especialistes, amb personatges femenins sovint subordinats, ideats per donar suport als personatges masculins principals, massa emocionals i que necessiten ser rescatats pels homes.

## Vida personal
Sorkin es va casar amb Julia Bingham l'any 1996 i es va divorciar el 2005. La premsa va destacar l'addicció a la feina i l'abús de drogues com algunes de les causes que van dur al trencament de la relació. Sorkin i Bingham tenen una filla, Roxy. El guionista i director va sortir amb Kristin Chenoweth, que va interpretar Annabeth Schott a The West Wing. També ha sortit amb la columnista Maureen Dowd i l'actriu Kristin Davis. El 2021, Sorkin i l'exmodel i actriu Paulina Porizkova van sortir uns mesos.
El 1987, Sorkin va començar a consumir marihuana i cocaïna. El 1995, va buscar rehabilitació a l'Institut Hazelden de Minnesota, per consell de Bingham per combatre la seva addicció. A principis de 2001, Sorkin i els seus col·legues John Spencer i Martin Sheen van rebre el premi Phoenix Rising per superar el seu abús de drogues. No obstant això, el 15 d'abril de 2001 -mentre encara treballava a The West Wing- Sorkin va ser arrestat després que els guàrdies de seguretat de l'aeroport de Hollywood - Burbank van trobar que estava en possessió de bolets al·lucinògens, marihuana, cocaïna i crac. Va ser condemnat a seguir un programa de desintoxicació.
Seguidor del Partit Demòcrata dels Estats Units, Sorkin ha fet contribucions importants a la campanya política als candidats entre 1999 i 2011. Durant la campanya de les eleccions presidencials dels Estats Units de 2004, el comitè d'acció política del grup liberal MoveOn va reclutar a Sorkin i Rob Reiner per crear un dels seus anuncis de campanya contra Bush. L'agost de 2008, Sorkin va participar en un esdeveniment de la "Generació Obama" al Fine Arts Theatre de Beverly Hills, Califòrnia, participant en una taula rodona posterior a la projecció de Mr. Smith Goes to Washington de Frank Capra. Tanmateix, Sorkin no es considera un activista polític: «He conegut alguns activistes polítics, dels de veritat. En termes d'activisme, mai he fet res que em suposi més esforç que signar un xec». El 2016, després que el president Donald Trump guanyés les eleccions, Sorkin va escriure una carta oberta a la seva filla Roxy i a la seva mare Julia.
El novembre de 2022, Sorkin va patir un ictus causat per la hipertensió. Més tard ho va anomenar "una forta toc d'atenció" per millorar la seva salut i va dir que havia deixat de fumar, canviat la seva dieta i començat a fer exercici físic a diari.

## Obra

### Cinema
| Any  | Títol                         | Funcions                       |
| ---- | ----------------------------- | ------------------------------ |
| 1992 | Alguns homes bons             | Guionista i cameo              |
| 1993 | Malice                        | Guionista, amb Scott Frank     |
| 1995 | The American President        | Guionista i cameo              |
| 2007 | La Guerra d'en Charlie Wilson | Guionista                      |
| 2010 | La Xarxa Social               | Guionista i cameo              |
| 2011 | Moneyball                     | Guionista, amb Steven Zaillian |
| 2015 | Steve Jobs                    | Guionista                      |
| 2017 | Molly's Game                  | Director i guionista           |
| 2020 | The Trial of the Chicago 7    | Director i guionista           |
| 2021 | Being the Ricardos            | Director i guionista           |

### Televisió
| Any     | Títol                                           | Funcions                       |
| ------- | ----------------------------------------------- | ------------------------------ |
| 1998–00 | Sports Night                                    | Creador, guionista i productor |
| 1999–06 | The West Wing                                   | Creador, guionista i productor |
| 2006–07 | Studio 60 on the Sunset Strip                   | Creador, guionista i productor |
| 2012–14 | The Newsroom                                    | Creador, guionista i productor |
| 2020    | A West Wing Special to Benefit When We All Vote | Creador, guionista i productor |

### Teatre
| Any          | Títol                    | Lloc                                                               | Ref.   |
| ------------ | ------------------------ | ------------------------------------------------------------------ | ------ |
| 1984         | Removing All Doubt       | Syracuse University                                                |        |
| 1988         | Hidden in This Picture   | West Bank Cafe Downstairs Theatre Bar                              | [ 35 ] |
| 1989         | A Few Good Men           | Music Box Theatre, Broadway                                        | [ 36 ] |
| 1990         | Making Movies            | Promenade Theatre                                                  | [ 37 ] |
| 2007         | The Farnsworth Invention | La Jolla Playhouse, San Diego Music Box Theatre, Broadway          | [ 38 ] |
| 2018 2022–23 | To Kill a Mockingbird    | Shubert Theatre, Broadway (2018) Gielgud Theatre, London (2022-23) | [ 39 ] |
| 2022         | Camelot                  | Vivian Beaumont Theater, Broadway                                  | [ 40 ] |

## Premis i nominacions

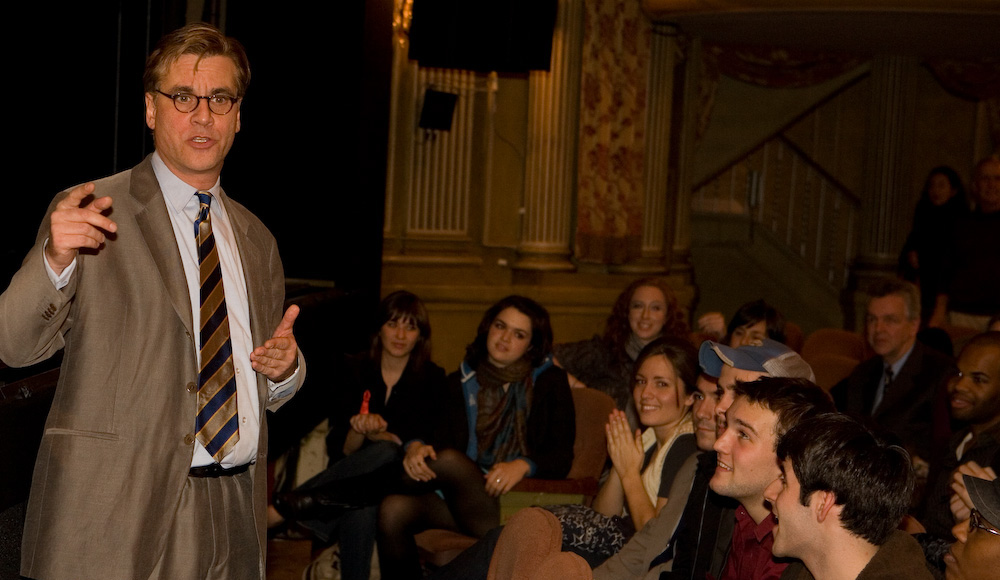
2007

### Premis
- 2000. Primetime Emmy a la millor sèrie dramàtica per The West Wing.[41]
- 2000. Primetime Emmy al millor guió de sèrie dramàtica per The West Wing.[41]
- 2001. Primetime Emmy a la millor sèrie dramàtica per The West Wing.[41]
- 2002. Primetime Emmy a la millor sèrie dramàtica per The West Wing.[41]
- 2002. Primetime Emmy al millor programa especial per The West Wing Documentary Special.[41]
- 2003. Primetime Emmy a la millor sèrie dramàtica per The West Wing.[41]
- 2011. Oscar al millor guió adaptat per La xarxa social.[42]
- 2012. Globus d'Or al millor guió per La xarxa social.[43]
- 2011. BAFTA al millor guió adaptat per La xarxa social.[44]
- 2016. Globus d'Or al millor guió per Steve Jobs.[43]
- 2021. Globus d'Or al millor guió per The Trial of the Chicago 7.[43]

### Nominacions
- 1993. Globus d'Or al millor guió per Alguns homes bons.[43]
- 1996. Globus d'Or al millor guió per The American President.[43]
- 1999. Primetime Emmy al millor guió de sèrie còmica per Sports Night.[41]
- 2000. Primetime Emmy al millor guió de sèrie dramàtica per The West Wing.[41]
- 2001. Primetime Emmy al millor guió de sèrie dramàtica per The West Wing.[41]
- 2002. Primetime Emmy al millor guió de sèrie dramàtica per The West Wing.[41]
- 2003. Primetime Emmy al millor guió de sèrie dramàtica per The West Wing.[41]
- 2008. Globus d'Or al millor guió per La guerra d'en Charlie Wilson.[43]
- 2012. Oscar al millor guió adaptat per Moneyball.[45]
- 2012. Globus d'Or al millor guió per Moneyball.[43]
- 2012. BAFTA al millor guió adaptat per Moneyball.[44]
- 2016. BAFTA al millor guió adaptat per Steve Jobs.[44]
- 2018. Oscar al millor guió adaptat per Molly's Game.[46]
- 2018. Globus d'Or al millor guió per Molly's Game.[43]
- 2018. BAFTA al millor guió adaptat per Molly's Game.[44]
- 2021. Oscar al millor guió original per The Trial of the Chicago 7.[47]
- 2021. BAFTA al millor guió original per The Trial of the Chicago 7.[44]
- 2022. Globus d'Or al millor guió per Being the Ricardos.[43]
- 2022. BAFTA al millor guió original per Being the Ricardos.[44]

També ha rebut quinze nominacions als Premis del Sindicat de Guionistes, guanyant dues vegades per The West Wing i The Social Network (2010). Ha rebut set nominacions als Premis de la Crítica Cinematogràfica guanyant consecutivament el de millor guió per The Social Network i Moneyball.